# I'll Show You
"I'll Show You" é uma canção gravada pelo cantor canadense Justin Bieber para o seu quarto álbum de estúdio Purpose (2015). Escrita por Bieber, Josh Gudwin, Sonny Moore, Michael Tucker e Theron Feemster, a canção foi produzida por Skrillex e Blood. Foi lançada como single promocional do álbum em 1 de novembro de 2015, pela Def Jam. Uma balada do gênero EDM, de ritmo moderado, a canção conta com bateria de percussão e uma base de sintetizador como instrumentação principal. Os vocais de Bieber foram considerados emotivos, mais graves e mais tranquilos. Em relação à letra, "I'll Show You" foi considerada uma canção autobiográfica sobre sua imagem pública, com versos sobre a pressão da fama e a necessidade de conexão humana.
A canção recebeu críticas positivas da maioria dos críticos de música, que elogiaram a produção de Skrillex e sua química com Bieber, ao mesmo tempo que observaram sua crueza e elogiaram seus vocais. Comercialmente, a canção foi bem sucedida, alcançando o top-10 em sete países, incluindo sua terra-natal, Canada, bem como o top-20 em outros seis, incluindo Austrália, Reino Unido e Estados Unidos, onde recebeu certificação de platina pela Recording Industry Association of America. O videoclipe da canção foi filmado no sul da Islândia, e lançado em 2 de novembro de 2015. Nele vê-se Bieber em montanhas exuberantes, contemplando a natureza na borda de um penhasco e andando de skate em cima de um avião quebrado. "I'll Show You" foi incluída em sua turnê Purpose World Tour.

## Antecedentes e lançamento
Enquanto trabalhava no seu então futuro álbum de estúdio, Justin Bieber recrutou o DJ americano Skrillex para produzir canções para o disco, depois de trabalhar com ele na canção "Where Are Ü Now", que foi uma canção que ele enviou a Skrillex e Diplo, para o projeto Jack Ü da dupla, e que se tornou um sucesso mundial e ajudou a renovar sua carreira. Em relação à sua vontade de trabalhar com o produtor, Bieber comentou: "Skrillex é um gênio. Ele é super futurista e eu adoro seus sons. Acho que conseguir incorporar esse som com o que estou fazendo tem sido super legal porque é tipo novo e fresco, e sinto que ninguém nunca fez isso antes". Skrillex, por outro lado, comentou sobre seu envolvimento no álbum, dizendo: "Ouvi algumas canções bem escritas, que eram realmente boas, que eles queriam que eu fizesse a produção, e a partir daí, escrevemos algumas canções novas. Foi uma oportunidade de experimentar algumas coisas que eu nunca tinha feito antes, e acabamos fazendo algo realmente único". Skrillex também convidou Michael Tucker, sob seu nome de produtor Blood, para ajudá-lo a produzir algumas faixas para o álbum, uma delas sendo "I'll Show You". Em relação à canção, Skrillex comentou: "Havia uma versão muito diferente dessa faixa, e depois que eu a ouvi, eu quis re-produzi-la, para que ela ficasse mais lenta e emotiva. Essa faixa é uma das minhas favoritas no álbum. Ela tem uma das melhores letras do álbum. Essa foi uma das canções que ele [Bieber] realmente gostou, e nós dois ficamos muito orgulhamos dela". Ela foi posteriormente lançada como um single promocional do álbum, em 1 de novembro, 2015.

## Desempenho comercial
"I'll Show You" provou ser muito bem sucedido para um single promocional. Noa terra natal de Bieber, Canadá, a canção estreou na posição de número vinte e oito, antes de subir ao número quinze na segunda semana. Mais tarde alcançou a posição de número oito, uma semana depois. Nos Estados Unidos, a canção estreou na posição 51 na parada Billboard Hot 100, vendendo 52.000 cópias, o que também a fez estrear na posição de número 17 na parada digital Digital Songs. Após o lançamento do videoclipe, a canção subiu ao número 27, enquanto durante sua terceira semana. Após o lançamento do álbum, a canção saltou para o número 19, tornando-se a décima-quarta canção de Bieber a chegar to top-20. Mais tarde, a canção recebeu o certificado de platina pela Recording Industry Association of America, pela venda de mais de um milhão de cópias. No Reino Unido, a canção alcançou a posição de número 15, tornando-se sua décima primeira canção solo a alcançar o top-20. Na Dinamarca, nos Países Baixos, na Nova Zelândia e na Noruega, a canção conseguiu alcançar o top-10, enquanto na Austrália, na Irlanda e na Suécia, a canção conseguiu chegar ao top-20.

## Videoclipe
Um videoclipe para a canção, dirigido por Rory Kramer, foi lançado em 2 de novembro de 2015. Conta com lagoas e rios glaciais no sul da Islândia, incluindo as cachoeiras Seljalandsfoss e Skógafoss. O vídeo mostra Bieber "correndo por montanhas exuberantes e verdes, sentado à beira de um penhasco, rolando colinas abaixo e andando de skate em cima de um avião abandonado". Há também uma cena em que Bieber está "[enfrentando corajosamente] a água gelada usando apenas sua [cueca]." A revista Billboard o considerou "um lindo clipe cheio da glória da natureza."

## Histórico de lançamento
| País  | Data                  | Formato          | Gravadora(s) |
| ----- | --------------------- | ---------------- | ------------ |
| Mundo | 1 de novembro de 2015 | Download digital | Def Jam      |